# Alkamenes (Bildhauer)
Alkamenes (altgriechisch Ἀλκαμένης, latinisiert Alcamenes, † um 400 v. Chr.) war ein griechischer Bildhauer des 5. Jahrhunderts v. Chr. und einer der bedeutendsten Schüler des Pheidias. Er schuf vorwiegend Kultstatuen und wurde bereits in der Antike unter die bedeutendsten Bildhauer gezählt. Die meisten Werke schuf er für seine Heimatstadt Athen. Zu seinen bekanntesten Skulpturen gehören die Eckskulpturen am Zeustempel in Olympia, seine Statue des Ares und die Aphrodite in den Gärten.

## Leben
Über die Lebens- und Schaffenszeit des Alkamenes ist wenig bekannt. Als Herkunft wird in den überlieferten Quellen sowohl Athen als auch die Insel Lemnos angegeben. Da sich auf Lemnos seit der Mitte des 5. Jahrhunderts v. Chr. athenische Kleruchien befanden, war er möglicherweise ein auf Lemnos geborener athenischer Bürger. Er war Schüler des Bildhauers Pheidias und wurde später zum größten Konkurrenten von ihm wie auch zu seinem Lieblingsschüler Agorakritos. Wie auch Agorakritos stand er dem Wirken des athenischen Staatsmanns Perikles nahe. Alkamenes schuf vorwiegend Kultstatuen, die er sowohl in Marmor, Bronze als auch chryselephantin (mit Gold und Elfenbein) umsetzte, wobei er wegen seiner Marmorstatuen auch ausdrücklich als Marmorkünstler im Gegensatz zu bedeutenden Bronzebildnern genannt wird.
Zu seiner Schaffenszeit gibt es unterschiedliche Angaben: Während er bei Plinius bereits in der 83. Olympiade (448–445 v. Chr.) tätig ist, war er nach Pausanias noch 403 v. Chr. für Theben tätig. Als gesichert gilt, dass seine Hauptschaffenszeit in die Zeit des Peloponnesischen Kriegs (431–404 v. Chr.) fällt, in der er mehrere offizielle Aufträge für Kultstatuen der neu erbauten Tempel in Athen und ausweislich mehrerer Weihereliefs auch private Aufträge erhielt. Für die Eingrenzung seiner Schaffenszeit waren die Angaben des Pausanias problematisch, nach denen er die Skulpturen des Westgiebels des 456 v. Chr. fertiggestellten Zeustempels in Olympia als auch die 403 v. Chr. errichtete Reliefgruppe der Athene und des Herakles in Theben geschaffen haben soll, was aufgrund des Altersunterschieds nicht möglich gewesen sein wird. Es wurde wegen dieser Angaben vermutet, dass in Olympia ein anderer Künstler gleichen Namens tätig war. Wegen des unterschiedlichen Marmors der Eckfiguren des Westgiebels gilt heute als gesichert, dass Alkamenes diese entweder als Ersatz für die dort ursprünglich angebrachten und zerstörten Figuren geschaffen hat oder der Westgiebel unvollendet blieb und von ihm fertiggestellt wurde.

## Werk
Vom Werk Alkamenes ist nur das Fragment einer Gruppe mit Prokne und Itys im Original erhalten. In der Literatur bezeugte Werke des Alkamenes wurden wiederholt mit Kopien und Ableitungen in Zusammenhang gebracht, wobei nur wenige Werke als gesicherte Kopien von Statuen des Alkamenes angesehen werden. 
Eckskulpturen des Westgiebels des Zeustempels in Olympia

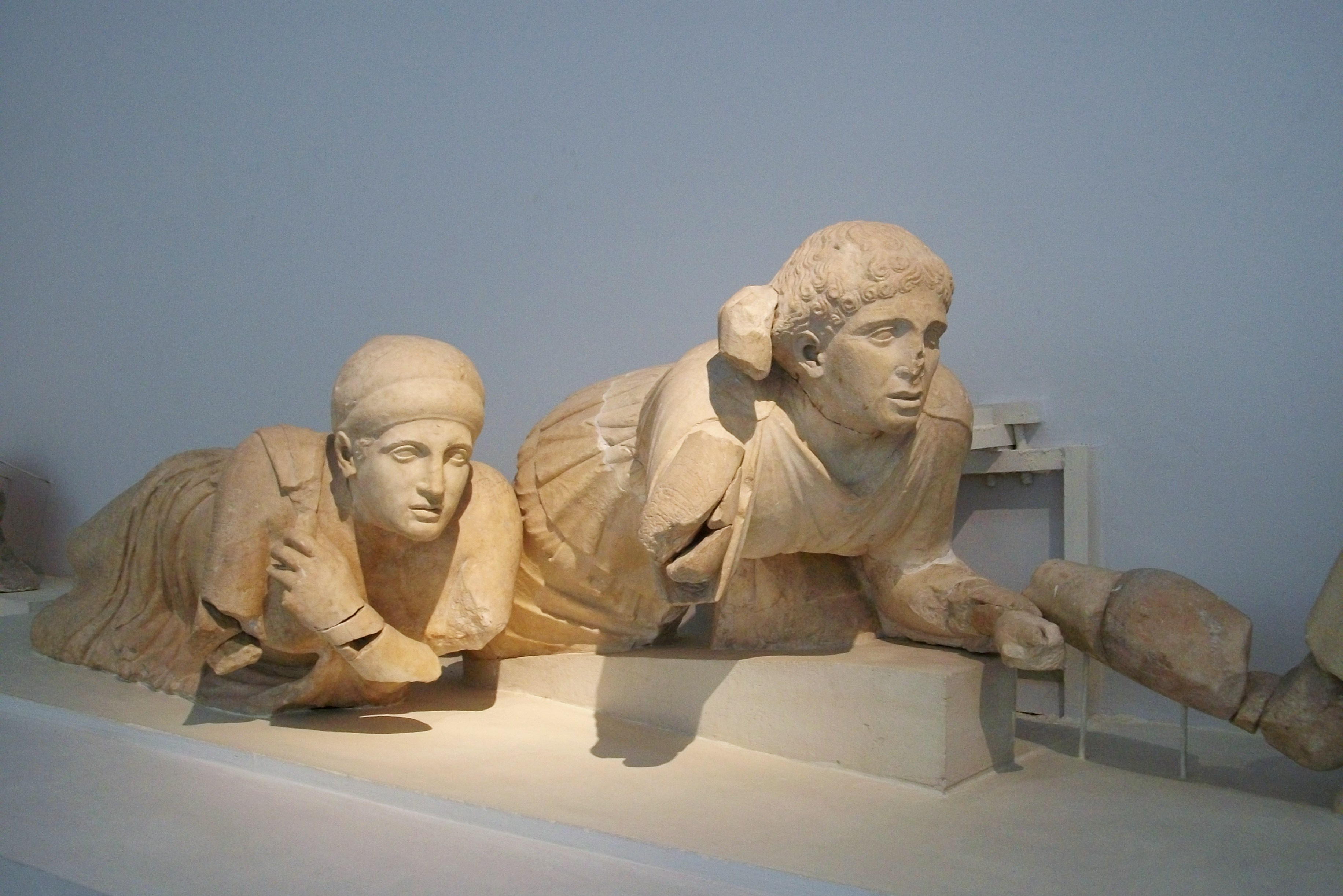
Figuren der linken Giebelecke

Das Pediment am Westgiebel des Zeustempels zeigt die Kentauromachie, den Kampf der Lapithen gegen die Kentauren, der im Mythos während der Hochzeit des Lapithenkönigs Peirithoos ausbrach. In der Mitte der Skulpturengruppe befindet sich der Apoll von Olympia, um ihn herum ist das Giebelfeld mit Kampfgruppen ausgefüllt. In den Ecken befinden sich je zwei zusammengekauerte Frauen, die das Kampfgeschehen ängstlich beobachten, sie unterscheiden sich sowohl in Material als auch Ausführung deutlich von der übrigen Gruppe. Der Giebel wurde von einem unter dem Notnamen „Olympiameister“ bekannten Bildhauer vor 456 v. Chr. geschaffen. Ob die Eckfiguren nicht fertiggestellt und später ergänzt oder durch ein Erdbeben zerstört und neu geschaffen wurden, ist unklar.
Hermes Propylaios

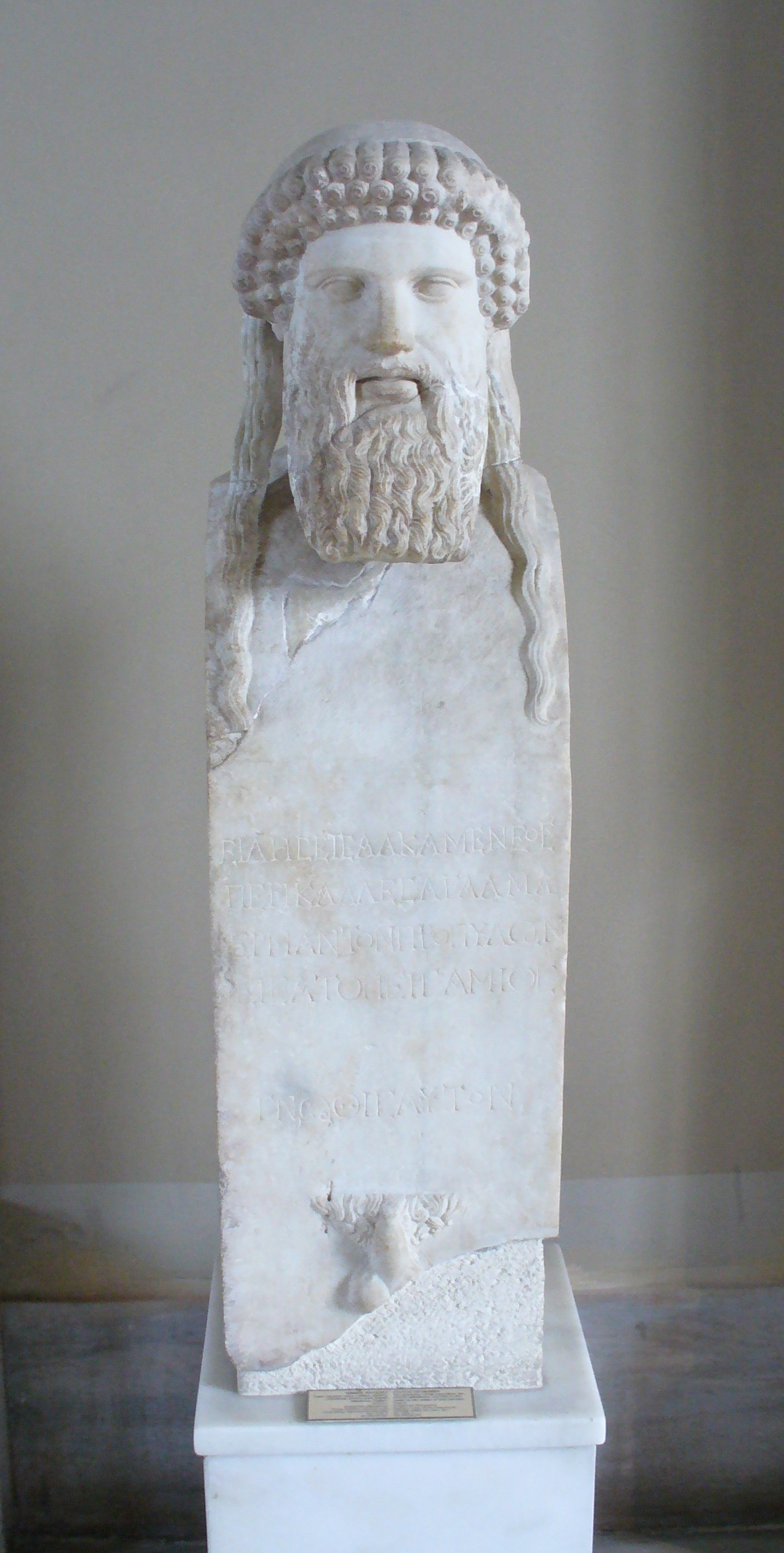
Nachbildung des Hermes Propylaos aus Pergamon

Der sogenannte Hermes Propylaios ist eine zwischen 448 und 442 v. Chr. entstandene Herme des Gottes Hermes in archaisierendem Stil, die sich an den Propyläen der Athener Akropolis befand. Pausanias schrieb die Urheberschaft der Herme dem Philosophen Sokrates (Sohn des Bildhauers Sophroniskos) zu, der auch das neben der Herme stehende Relief der Chariten geschaffen haben soll. Durch Epigramme auf zwei in Pergamon und Ephesos gefundenen römischen Nachbildungen aus dem 2. Jahrhundert kann sie eindeutig dem Werk des Alkamenes zugerechnet werden. Während die Nachbildung aus Ephesos stilistisch erheblich vom Original abweicht, lässt sich von der Kopie aus Pergamon klar auf die ursprüngliche Gestalt der Herme zurückschließen.
Gruppe mit Prokne und Itys
Die Statuengruppe der Prokne mit ihrem Sohn Itys befand sich auf der Athener Akropolis zwischen dem Parthenon und dem Erechtheion. Stilistisch steht sie dem Westgiebel des Parthenons nahe, der damit verbundene Kopf ist nicht zugehörig. Pausanias erwähnt die Gruppe lediglich als Weihegeschenk des Alkamenes, sie wird heute jedoch als von ihm geschaffen angesehen und gilt als das einzige von ihm im Original erhaltene Werk.
Aphrodite in den Gärten
Die Statue der Aphrodite in den Gärten befand sich im südwestlich von Athen am Ilissos gelegenen Heiligtum der Aphrodite en kepois (Ἀφροδίτη ἐν κήποις „Aphrodite in den Gärten“), das bis heute nicht lokalisiert werden konnte. Sie gilt als Hauptwerk des Alkamenes, an dem auch sein Lehrer Pheidias mitgewirkt haben soll. Ein Fragment aus Daphni vom Oberkörper einer Aphroditestatue gilt als Variante der Statue des Alkamenes und erwies sich als Verbindungsstück von der Aphrodite in den Gärten zum Typus der angelehnten Aphrodite, der als Ableitung des Werks angesehen wird. Gemeinsam ist diesen Statuen der unverschleierte Kopf, die Stütze unter dem linken Oberarm und die entblößte linke Schulter.
Plinius berichtet von einem Wettstreit des Alkamenes und des Agorakritos um die beste Statue der Aphrodite. Als Alkamenes diesen Wettstreit für sich entscheiden konnte, widmete Agorakritos seine Statue zur Nemesis um und verkaufte sie nach Rhamnous. Ob die literarisch erwähnte Statue des Alkamenes mit der Aphrodite in den Gärten identifiziert werden kann, ist unklar.
Hekate Epipyrgidia
Bei der Hekate Epipyrgidia handelt es sich um die erste dreigestaltige Darstellung der Göttin Hekate um einen Kultpfeiler (Hekateion). Das in archaisierendem Stil ausgeführte Werk befand sich auf dem Pyrgos des Athena Nike-Tempels auf der Athener Akropolis. Darstellungen der Hekate Epipyrgidia finden sich auf athenischen Münzen, als Ableitung davon können letztlich alle Hekateia angesehen werden, wenn diese im Einzelnen auch sehr unterschiedlich ausgeführt sind.
Statue des Ares

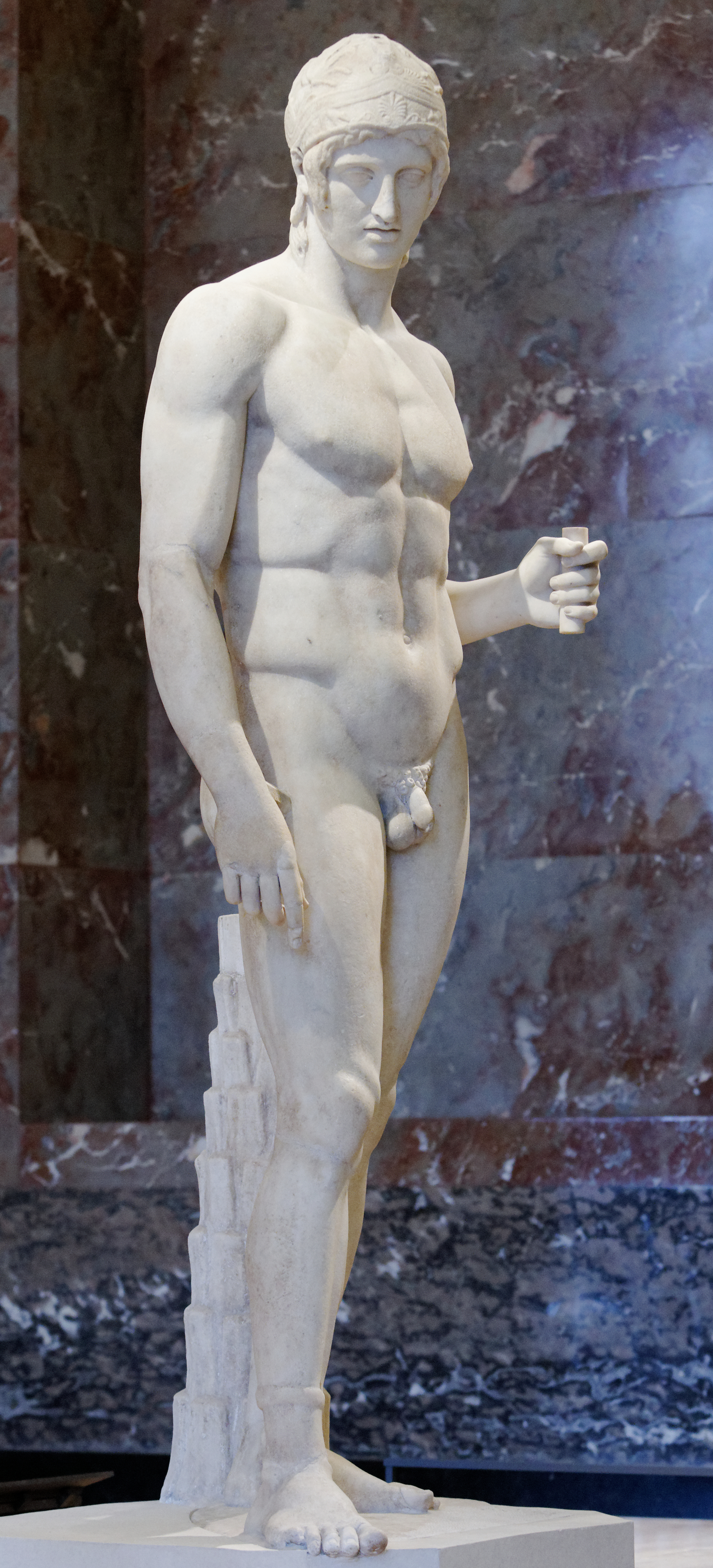
Der Ares Borghese geht möglicherweise auf die Aresstatue des Alkamenes zurück

Die Statue des Ares befand sich als Kultstatue im Ares-Tempel, der in augusteischer Zeit aus einem Vorort auf die Athener Agora übertragen wurde. Auf diese Statue werden Ares-Darstellungen wie der Ares Borghese im Pariser Louvre zurückgeführt. Ob dies mit Recht geschieht, ist umstritten.
Gruppe mit Hephaistos und Athene
Die Gruppe mit Hephaistos und Athene war eine Bronzegruppe, die sich im Hephaisteion, dem Tempel des Gottes Hephaistos, an der Athener Agora befand. Sie entstand um 421–415 v. Chr. und wurde auf Marmorbasen aufgestellt, die bei Ausgrabungen gefunden werden konnten. Alkamenes’ Urheberschaft der Athenestatue ist zwar wahrscheinlich, jedoch nicht belegt. Hephaistos war als hinkender Gott dargestellt, die Statue der Athene war mit eingelegten blauen Augen versehen und unter ihrem Schild war eine Blume aus Zinn angebracht. An der Basis war die Geburt des Erichthonios dargestellt, der im Mythos von seiner Mutter Gaia der Athene anvertraut worden war und als Stifter der Panathenaia galt. Zahlreiche Fragmente von römischen Kopien wurden in Zusammenhang mit der Athenestatue gebracht, Darstellungen der Statue finden sich auf römischen Münzen aus Athen sowie in mehreren Lampenreliefs.
Statue des Dionysos Eleuthereus
Die Statue des Dionysos Eleuthereus war eine archaisierende Sitzstatue aus Gold und Elfenbein, die zwischen 420 und 410 v. Chr. geschaffen wurde. Sie befand sich im Dionysostempel des Dionysostheaters am Südosthang der Athener Akropolis. Anhand der erhaltenen Fundamente der Basen konnte errechnet werden, dass die Statue zwischen 5,5 und 6,25 Meter hoch gewesen sein muss.
Statue des Asklepios
Die Statue des Asklepios befand sich laut Pausanias in der arkadischen Stadt Mantineia. Der dortige Tempel war mit einer Mauer in zwei Teile geteilt, in denen sich zum einen die Asklepiosstatue und zum anderen ein Heiligtum der Leto und ihrer Kinder mit Statuen des Praxiteles befunden haben.

Gruppe mit Athene und Herakles
Für Theben gestaltete Alkamenes 403 v. Chr. eine große Reliefgruppe der Athene und des Herakles, die sich im dortigen Heraklestempel befand. Die Gruppe war ein Weihgeschenk des athenischen Feldherren Thrasybulos als Dank dafür, dass er von Theben bei der Entmachtung der Dreißig Tyrannen unterstützt worden war. Unter den Werken des Alkamenes ist die Gruppe die jüngste datierbare Schöpfung und belegt sein Wirken bis zum Jahr 403 v. Chr.
Statue der Hera
Die Statue der Hera war eine Kultstatue in einem Tempel der Hera zwischen Athen und Phaleron, der laut Pausanias während der Perserkriege zerstört wurde. Nachbildungen der Statue wurden vereinzelt vermutet, konnten bislang aber nicht nachgewiesen werden.
Encrinomenos
Die von Plinius Encrinomenos (ἐγκρινόμενος, „der unter die Zahl (der Athleten) Aufgenommene“) genannte Skulptur war eine Siegerstatue eines Pentathleten. Nach Plinius, von dem diese Statue einzig bekannt ist, war sie aus Marmor, über ihren Standort gibt er keine Nachricht.